# Fumetto alternativo
Il fumetto alternativo (alternative comics), definito anche fumetto indipendente, è una corrente e una denominazione per alcune serie di fumetti, diffusasi negli Stati Uniti a partire dagli anni ottanta e, in Europa, dai primi anni novanta.  Le serie comprendevano una vasta gamma di generi, stili artistici e soggetti e molte opere sono state etichettate anche come fumetti post-underground, indie, d'autore o new wave.
Gli alternative comics erano spesso autoprodotti dagli artisti stessi, che non dovevano quindi essere soggetti a rigide linee guida, pressioni, vincoli o censure, come poteva accadere invece a chi lavorava per i grandi editori come Marvel o DC Comics. In America questa corrente faceva seguito al movimento dei fumetti underground, attivo fra la fine degli anni sessanta e l'inizio degli anni settanta, promosso da gruppo di artisti che fondarono la rivista Zap Comix e portavano avanti l'idea che gli artisti avessero il diritto di sperimentare ed esprimersi liberamente. I fumetti indipendenti rappresentarono così un'alternativa ai classici fumetti dei supereroi che, in passato, dominavano l'industria dei fumetti americani.

## Esempi
- La rivista francese Métal Hurlant (1974-1987), tradotta in tutto il mondo
- La produzione libraria di Edizioni Ottaviano che negli anni settanta lanciò al debutto alcuni disegnatori esordienti o poco conosciuti come Jacopo Fo e Ro Marcenaro.
- Il periodico The Comics Journal (dal gennaio 1977), incentrato su recensioni critiche della produzione fumettistica mondiale
- InguineMAH!gazine presenta autori che si caratterizzano perché legati al mondo underground come immaginario e modalità di narrazione e disegno.
- La rivista italiana Cannibale (1977-1979), sulle cui pagine è nato il fumetto RanXerox tradotto poi in tutto il mondo
- Il mensile Frigidaire (1980), edito a Roma dalla Primo Carnera Editore, finora l'unico esempio in Italia di rivista ideata e gestita da autori di fumetti
- La rivista italiana Schizzo a cura del Centro Andrea Pazienza
- La rivista italiana Totem della Edizioni Nuova Frontiera negli anni ottanta.
- La rivista Interzona
- La rivista RAW, fondata da Art Spiegelman nel 1980
- La rivista francese Lapin edita da L'Association
- La rivista francese Ego Comme X dell'omonima casa editrice
- La rivista statunitense Kramer's Ergot
- La rivista statunitense Top Shelf dell'omonima casa editrice
- La rivista statunitense Drawn & Quarterly Showcase della Drawn & Quarterly
- Maus (1980-1986, in gran parte), romanzo a fumetti di Art Spiegelman pubblicato nella rivista RAW.
- Il fumetto Love and Rockets (1981-1996) dei fratelli Jaime, Gilbert e Mario Hernandez
- Il fumetto Lloyd Llewelyn (1986-1987) e l'albo Eightball (dal 1989), entrambi di Daniel Clowes, secondo molti[senza fonte] il principale esponente del fumetto alternativo
- Il personaggio di Jimmy Corrigan creato da Chris Ware, contenuto nel romanzo a fumetti Jimmy Corrigan, the Smartest Kid on Earth (2000) e nel fumetto Acme Novelty Library